# 25 lat na linii frontu
25 lat na linii frontu – dwupłytowy album kompilacyjny zespołu Apteka wydany w 2 października 2010 przez wytwórnię Lou & Rocked Boys. Płyta jak nawet sam tytuł sugeruje, została wydana z okazji 25-lecia istnienia zespołu. Album zawiera 25 utworów w tym 3 premierowe.

## Lista utworów
źródło:.
CD 1
1. „Lucky Snuff”
2. „Diabły”
3. „Choroba”
4. „Is this White Line?”
5. „Mikstura z pudła”
6. „Niezależni”
7. „Kosmos”
8. „Wiesz”
9. „Winda w bloku”
10. „Miłe złego początki”
11. „Jezuuu”
12. „Ostateczne rozwiązanie”
13. „Gdynia nocą”

CD 2
1. „Synteza”
2. „Marzenia, które mam”
3. „Przypowieść”
4. „Menda”
5. „Fast food”
6. „Przesłanie Wielkiego Odyna”
7. „Psychodeliczny kowboj”
8. „Empire of Love”
9. „Mewy”
10. „Ujarane całe miasto”
11. „Chłopcy i dziewczyny”
12. „Megapoli” (live ’86)

+ bonus VIDEO